# مقاطعة ليكومينغ (بنسلفانيا)
مقاطعة ليكومينغ (بالإنجليزية: Lycoming County, Pennsylvania)‏ هي إحدى مقاطعات ولاية بنسلفانيا في الولايات المتحدة. بلغ عدد سكانها 116111 نسمة في عام 2010 حسب إحصاء مكتب تعداد الولايات المتحدة.

## أعلام
- جون ماكيني
- جورج أ. دود
- تشارلز إس. فارنزورث
- جون بيل
- ألي ميلر

## وصلات خارجية
- www.lyco.org